# Dender
De Dender (Frans: Dendre) is een rivier in België in het stroomgebied van de Schelde. Zij stroomt door de provincies Henegouwen, Oost-Vlaanderen en Vlaams-Brabant over een lengte van 65 km. De rivier werd voor het eerst vermeld onder de naam Thenra in 896. De etymologie is onzeker.

## Loop van de Dender
De Dender ontstaat in Aat (hoogte ong. 40m TAW) door samenvloeiing van de Oostelijke Dender (bron aan het kasteel van La Brûlotte vlak bij de Rue Piet en Veau in Jurbise) en de Westelijke of Kleine Dender (heeft geen echte bron maar begint als samenvloeiing van verschillende akkergreppels te Barry) en mondt in Dendermonde op de rechteroever in de Schelde uit.  
Tussen Dendermonde en Aalst kan de Dender bevaren worden door schepen met een vracht tot 600 ton. Stroomopwaarts van Aalst is de Dender bevaarbaar voor schepen tot 300 ton, maar de rivier wordt momenteel vooral voor recreatie benut. In de zomermaanden kan het volledig bevaarbaar deel afgelegd worden aan boord van enkele binnenschepen. Vanaf Aat kan men via het Kanaal Blaton-Aat en het Kanaal Nimy-Blaton-Péronnes Doornik en Bergen bereiken.
De rivier doorkruist de volgende steden: Aat, Lessen, Geraardsbergen, Ninove, Aalst en Dendermonde.
De Dender is geen getijdenwater; zij wordt namelijk van de Schelde afgesneden door een tijsluis. De vervuiling van de Dender werd de laatste jaren vrij behoorlijk aangepakt en wegens de economische evolutie zijn heel wat kleine industrieën langs haar oevers verdwenen.
Het bekken van de Dender omvat de volgende belangrijke zijbeken:
- de Zulle, die op de rechteroever in Isières, deelgemeente van Ath, in de Dender uitmondt.
- de Mark met een stroomgebied van 180 km² ter hoogte van Twee-Akren, ten zuiden van Geraardsbergen;
- de Molenbeek, die op de linkeroever in Zandbergen, deelgemeente van Geraardsbergen, in de Dender uitmondt en een stroomgebied heeft van 55 km²;
- de Bellebeek of Alfene met een stroomgebied van 100 km² die, op de grens van Affligem en Liedekerke, op de rechteroever uitmondt;
- de Molenbeek-Ter Erpenbeek, die in Hofstade, een deelgemeente van Aalst, op de linkeroever in de Dender uitmondt.

## Toerisme
- Langs de Dender lopen diverse fietsroutes, zoals de Reuzenroute, Molenbeekroute, Denderende Steden, Ros Beiaardroute en het Denderpad.
- Langs de Dender lopen er ook motor- en autoroutes zoals de Denderroute zuid.

## Waterbeheer
De Dendervallei werd herhaaldelijk getroffen door overstromingen.

### Strategisch Plan Dendervallei
In mei 2024 kondigde de Vlaamse Regering het Strategisch Plan Dendervallei aan, dat 750 woningen en bedrijven in Geraardsbergen, Ninove, Denderleeuw en Affligem moet beschermen. 90 andere gebouwen kunnen niet beschermd worden en wil de Vlaamse overheid opkopen, onder meer in de Majoor van Lierdelaan (Geraardsbergen), Pamel (Roosdaal) en Liedekerke.

### Dendermonde en de Dender

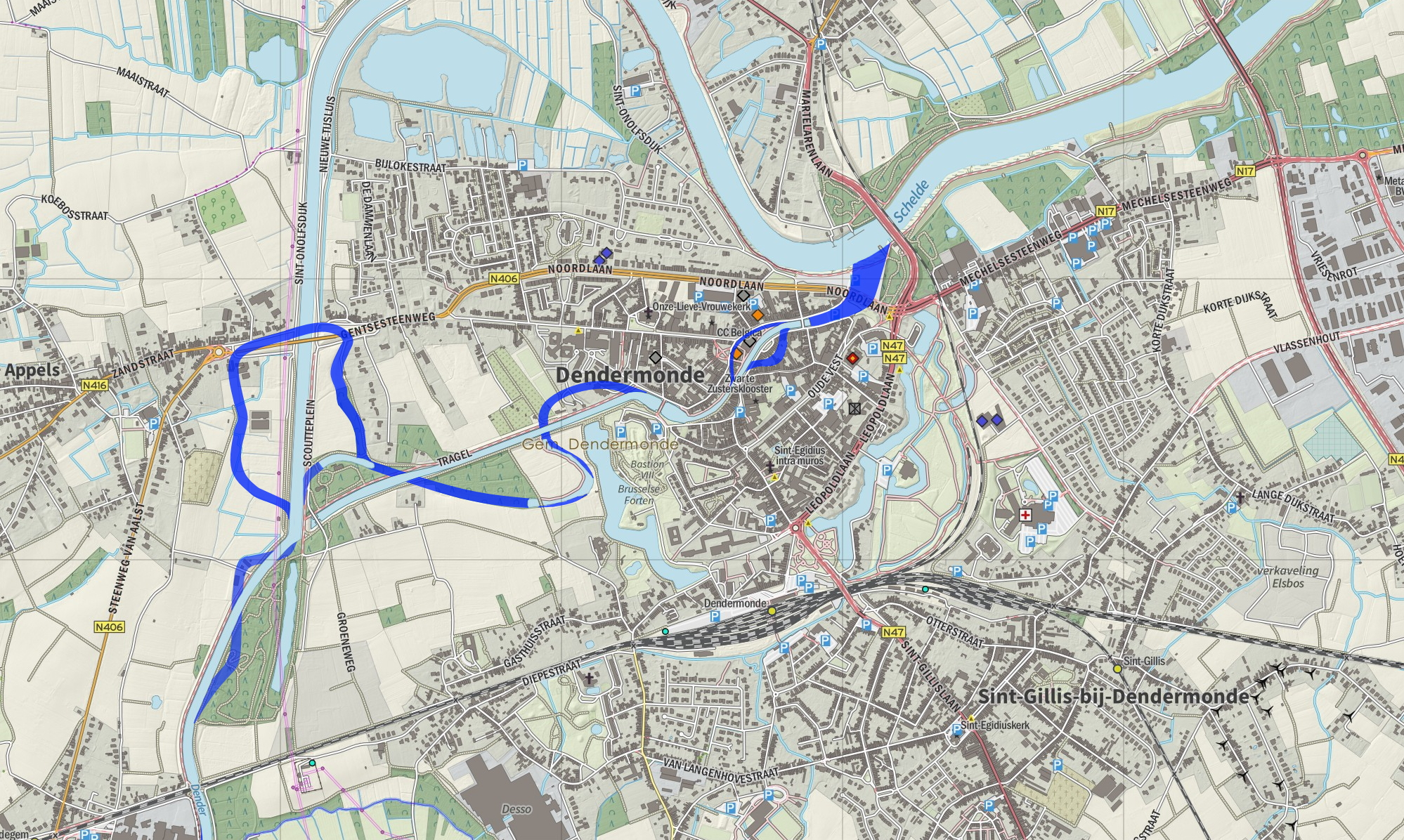
Oude loop en monding van de Dender in Dendermonde
Oude loop
Huidige waterlopen

In oktober 2011 raakte bekend dat de oude loop van de Dender (in de stad Tragel genoemd) in Dendermonde over haar gehele lengte opnieuw zou worden hersteld. Hiervoor zou de Denderdam aan de zuidzijde van de Tragel verwijderd worden, die de Tragel van het Denderkanaal scheidt. Aan de noordzijde voorziet men het openleggen van de oude Dender die in de jaren tachtig van de twintigste eeuw werd dichtgegooid voor de aanleg van een parkeerplaats.

## Afbeeldingen

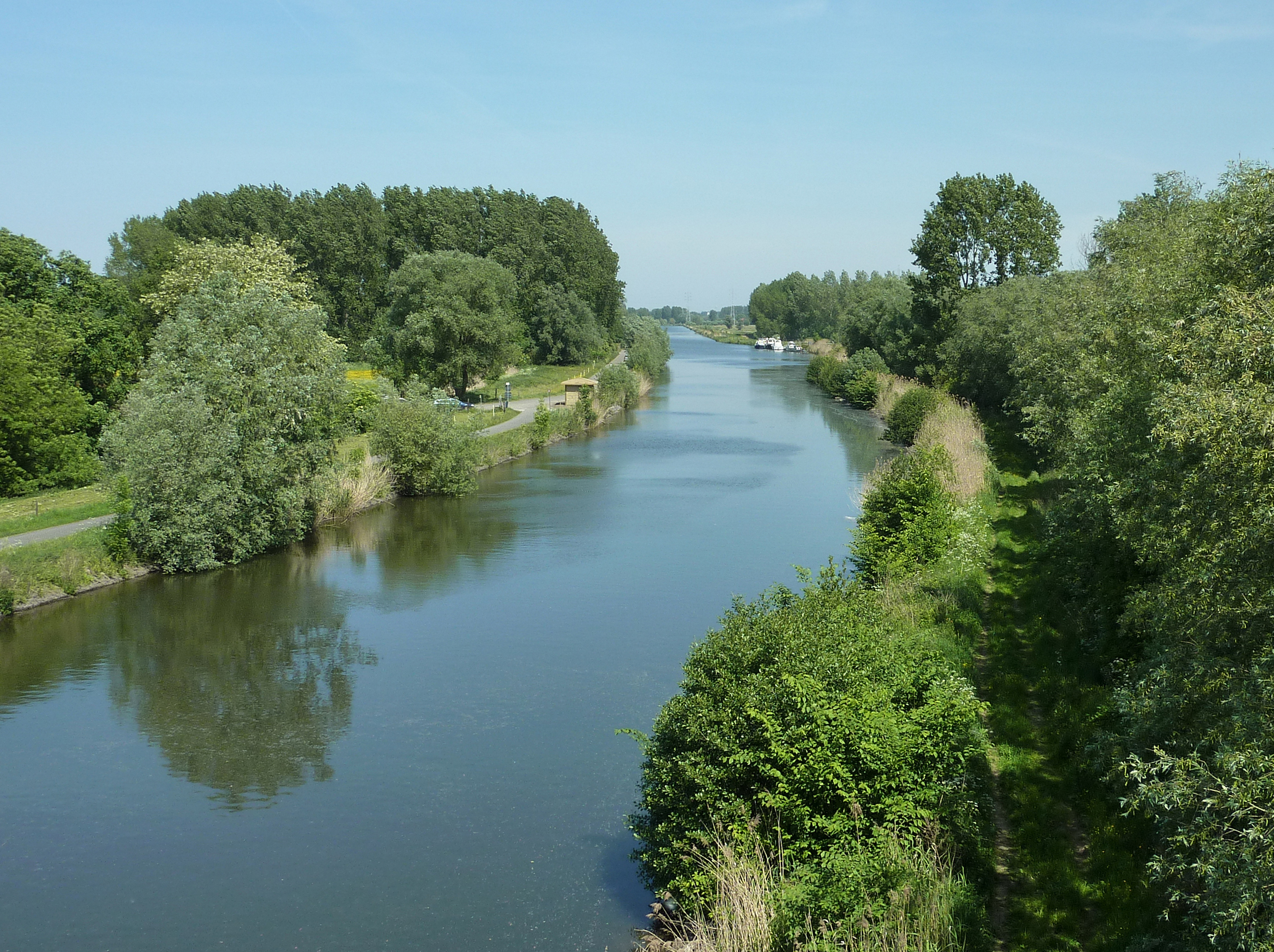
Herdersem
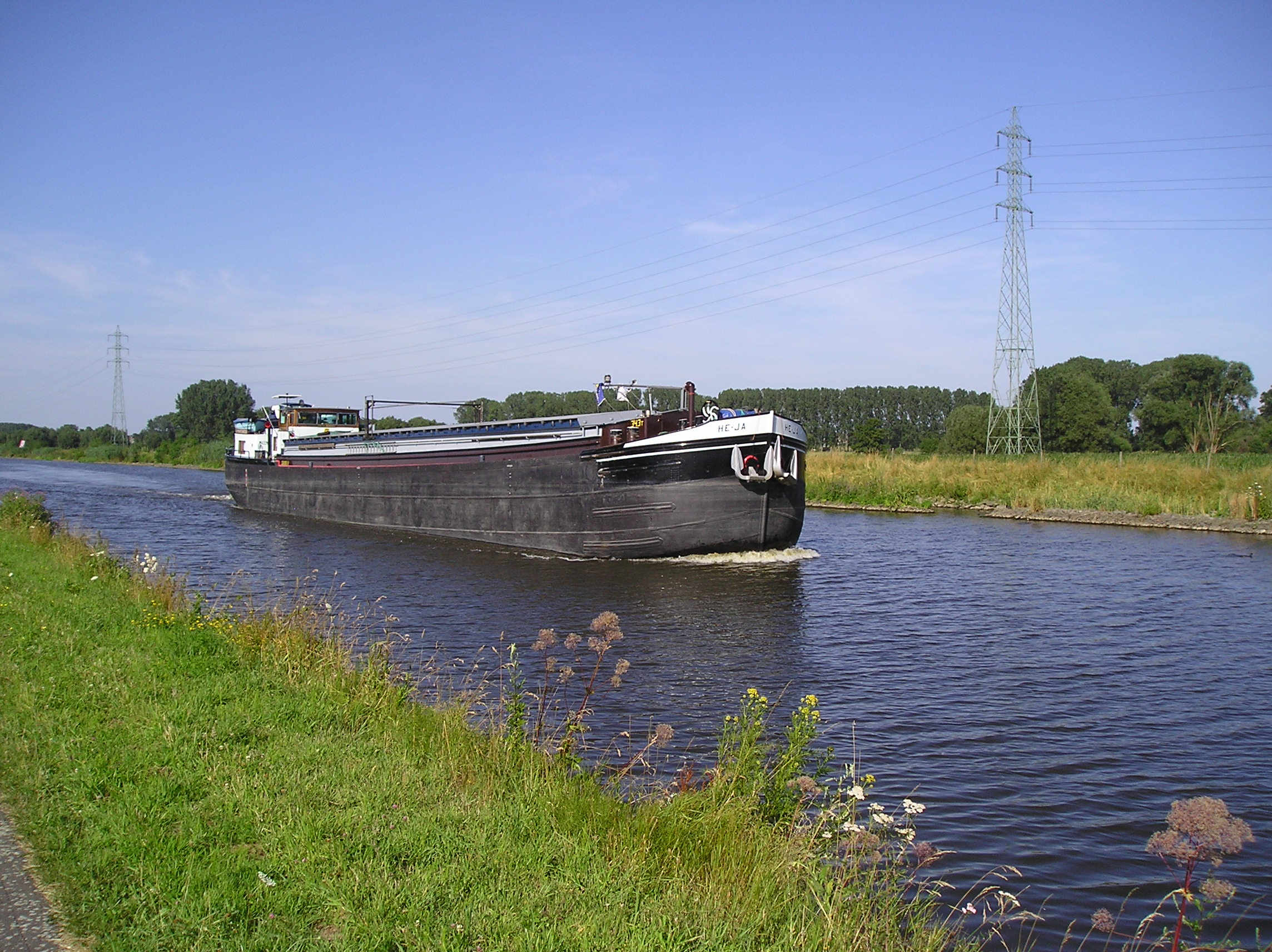
Spits op de Dender
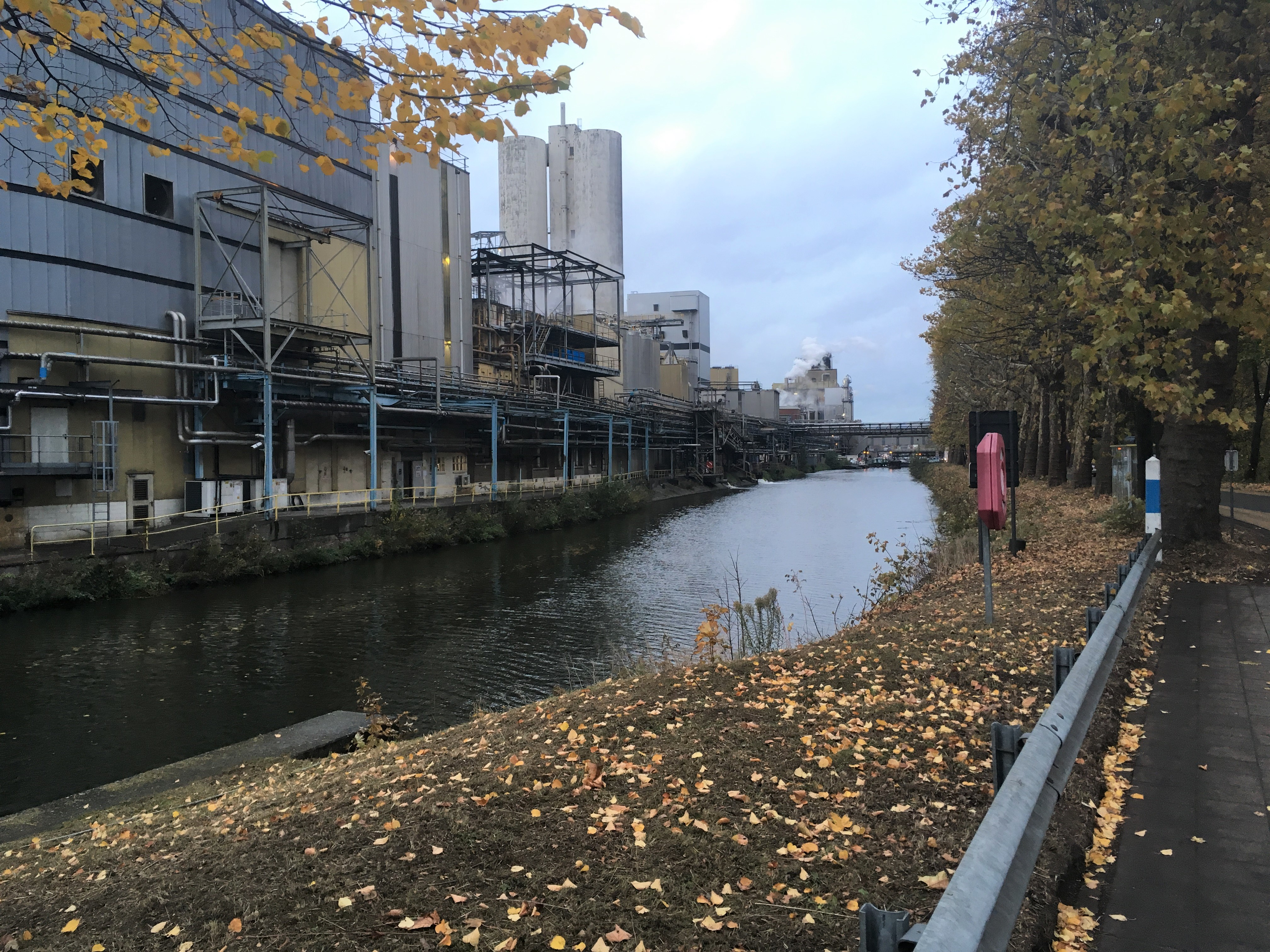
Aalst
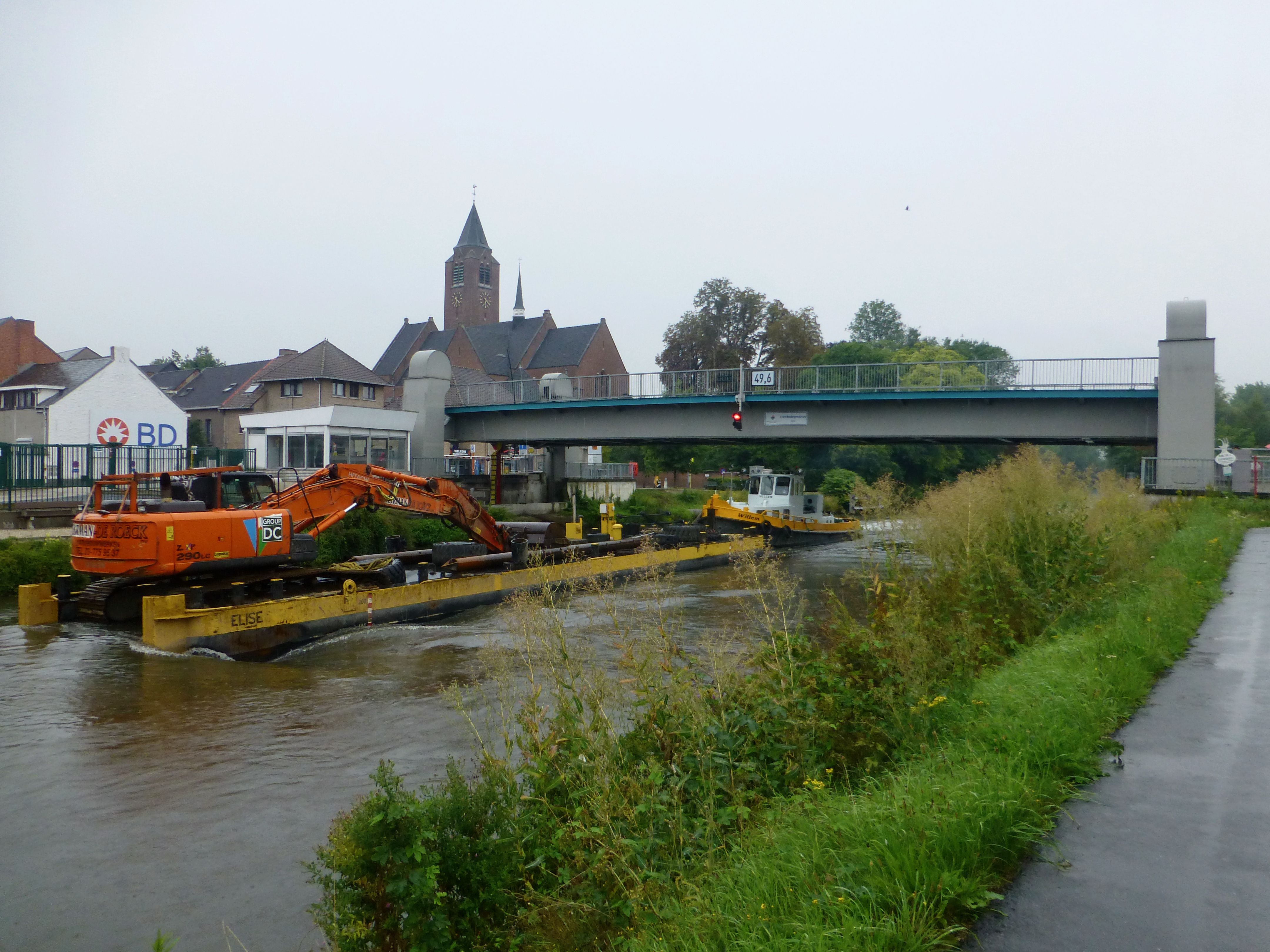
Erembodegem
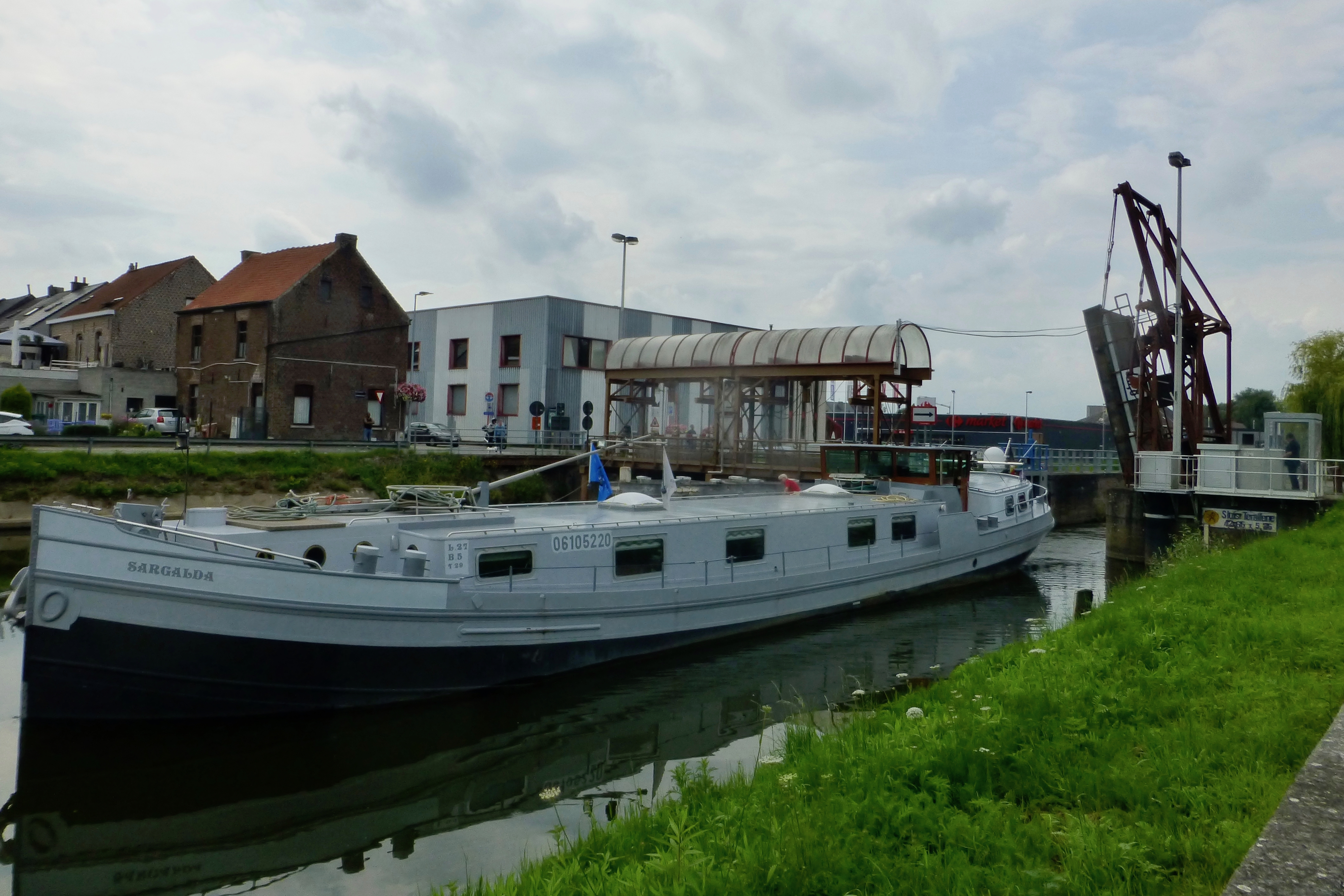
Sluis in Teralfene
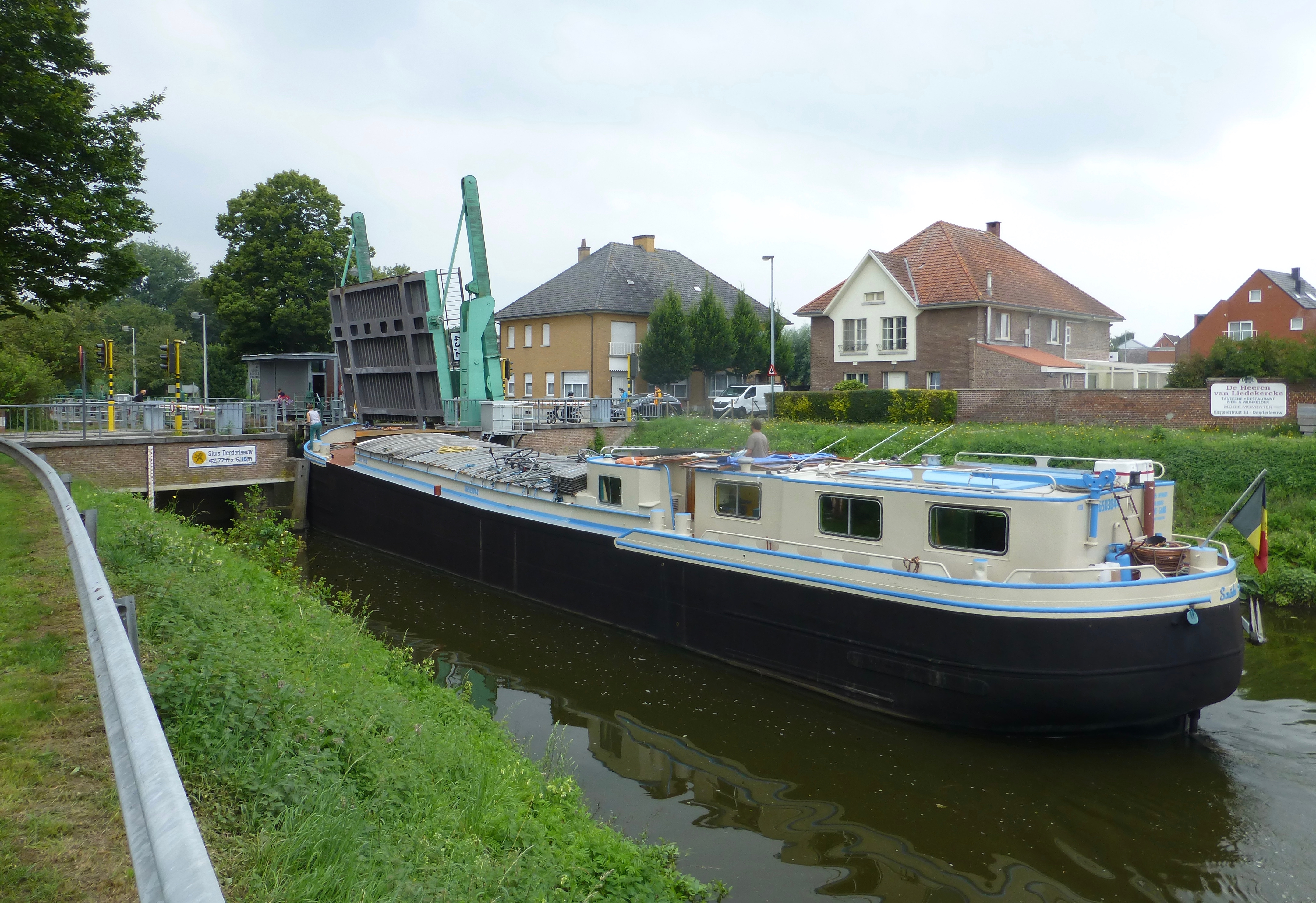
Sluis in Denderleeuw
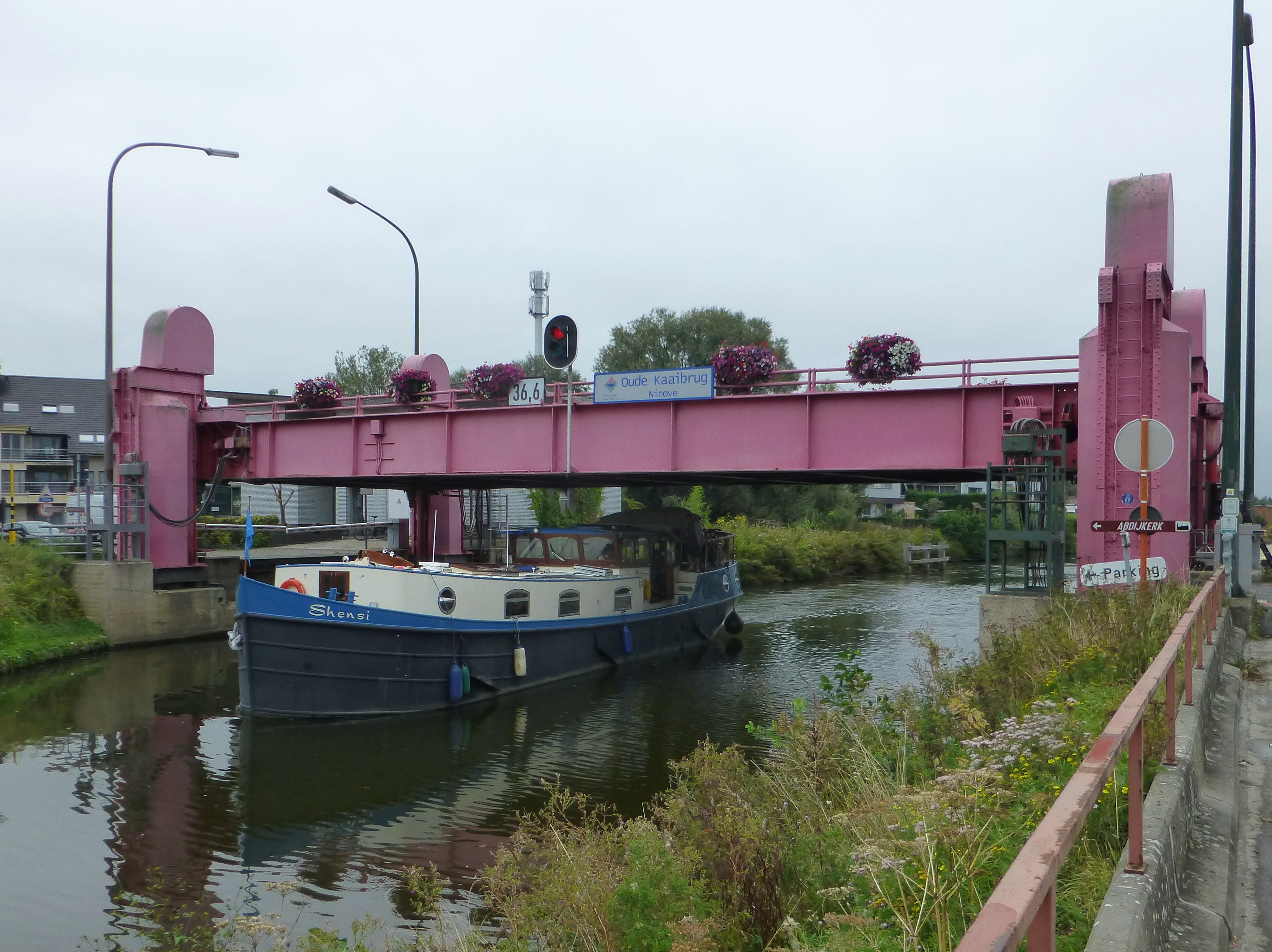
Ninove
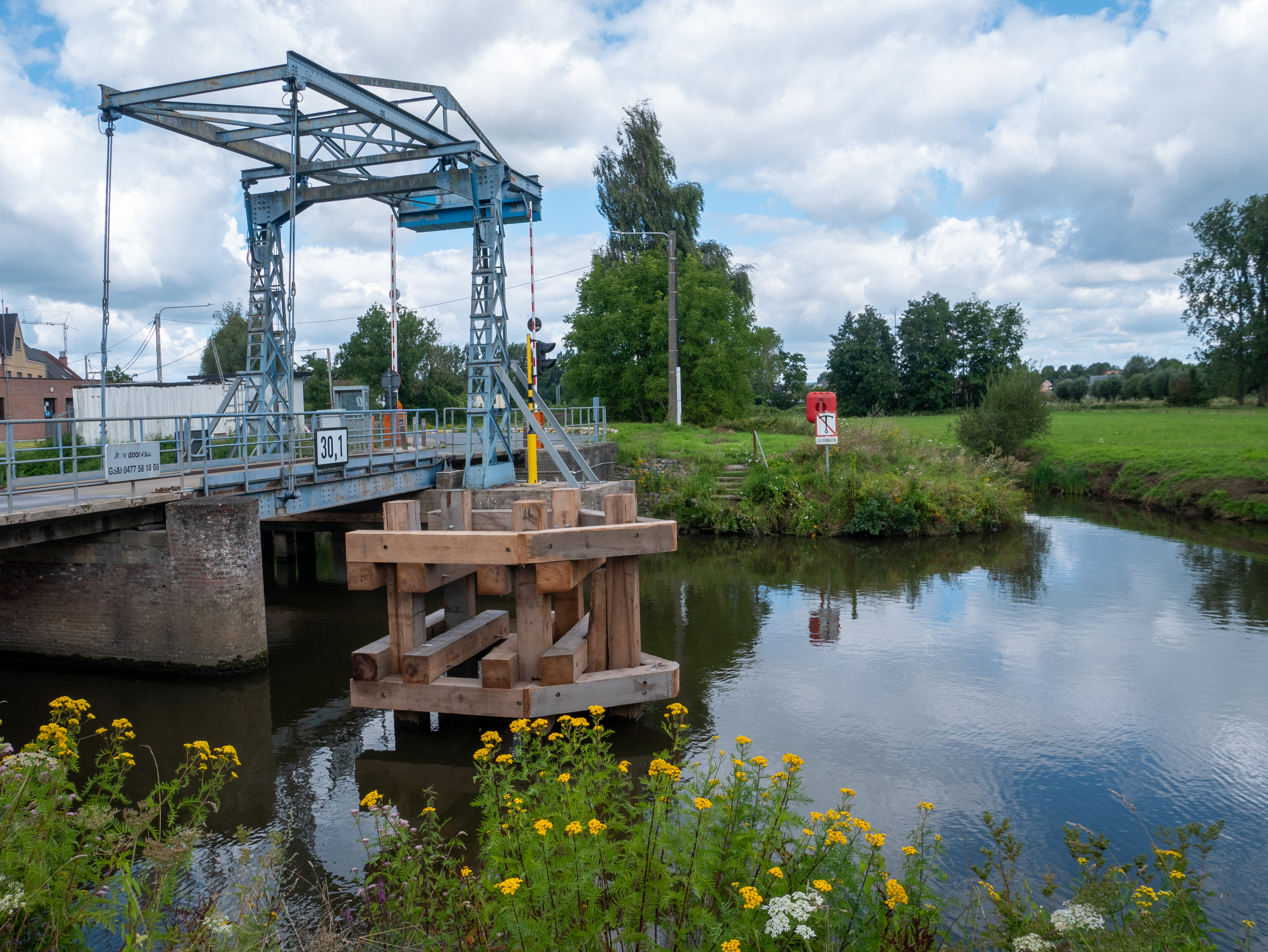
Denderbrug in Zandbergen, met de monding van de Molenbeek
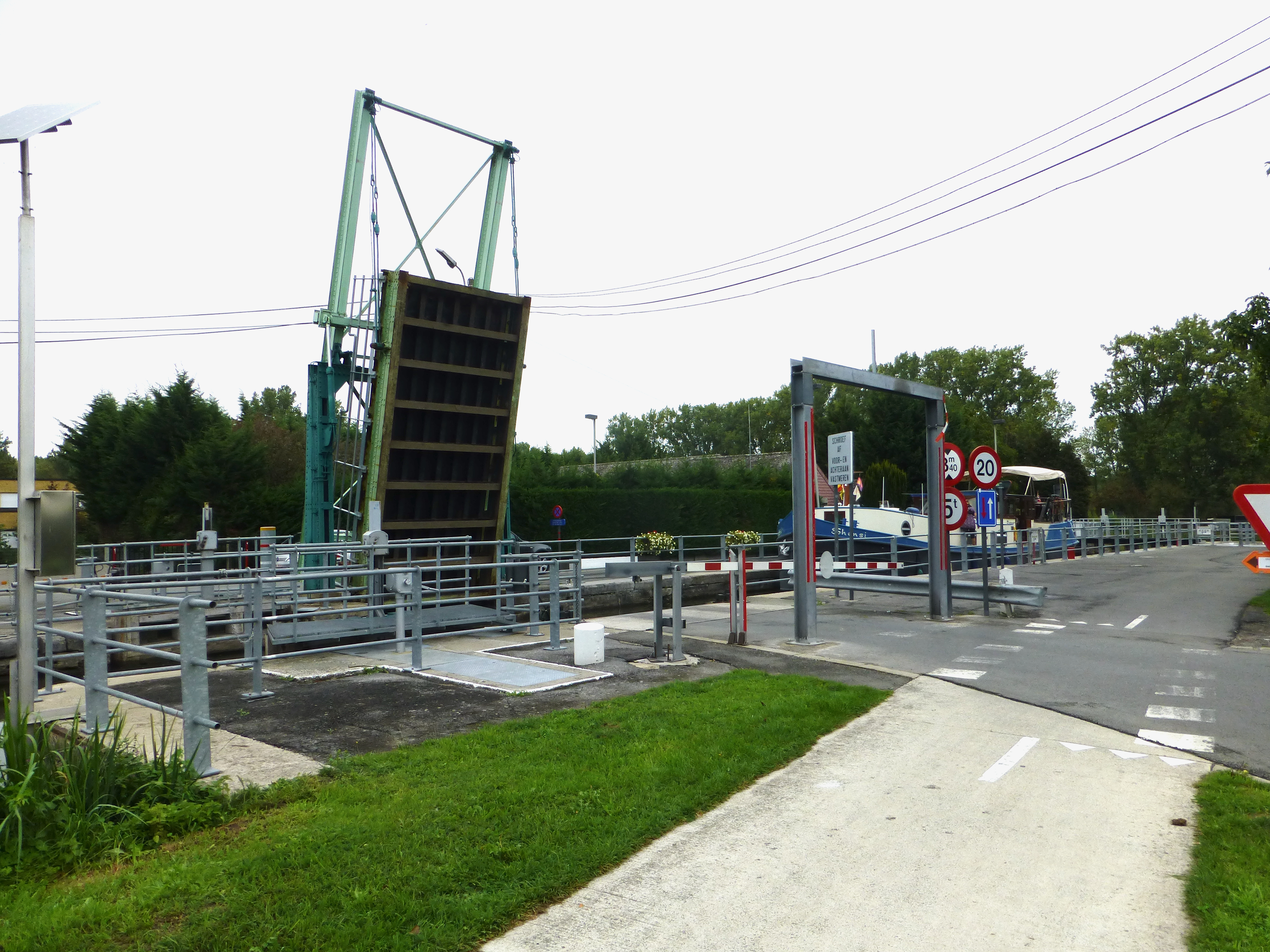
Sluis in Idegem
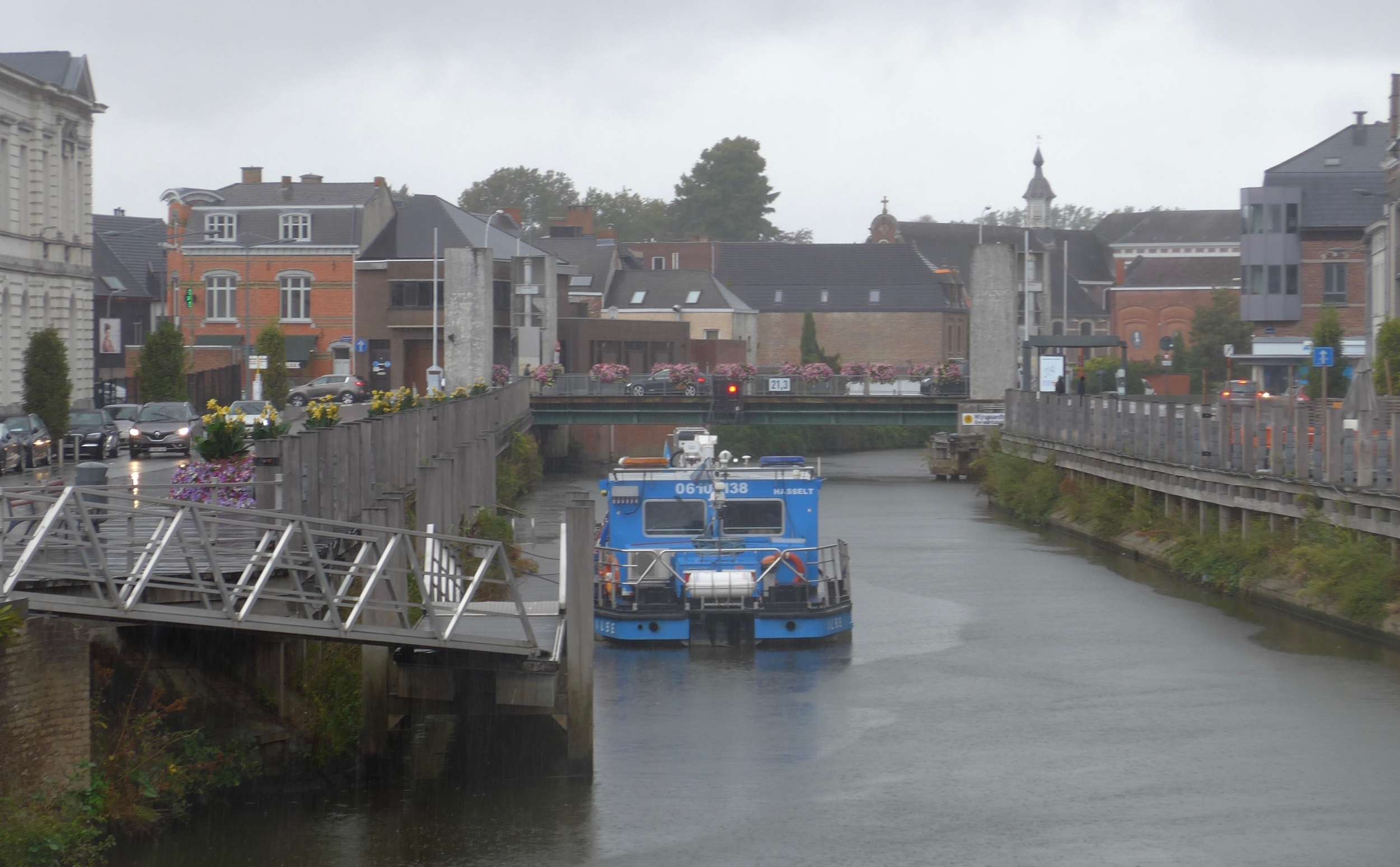
Geraardsbergen
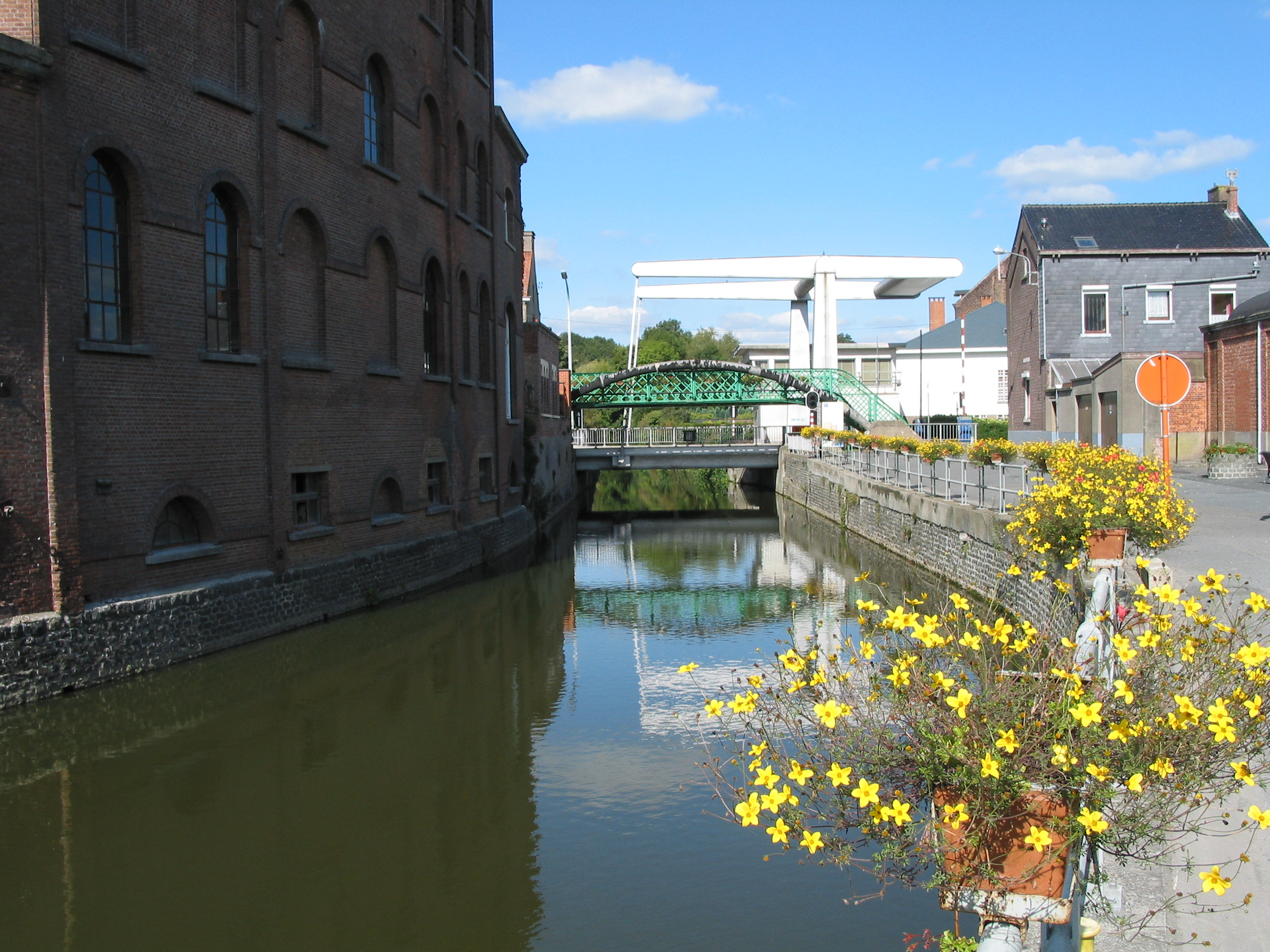
Lessines
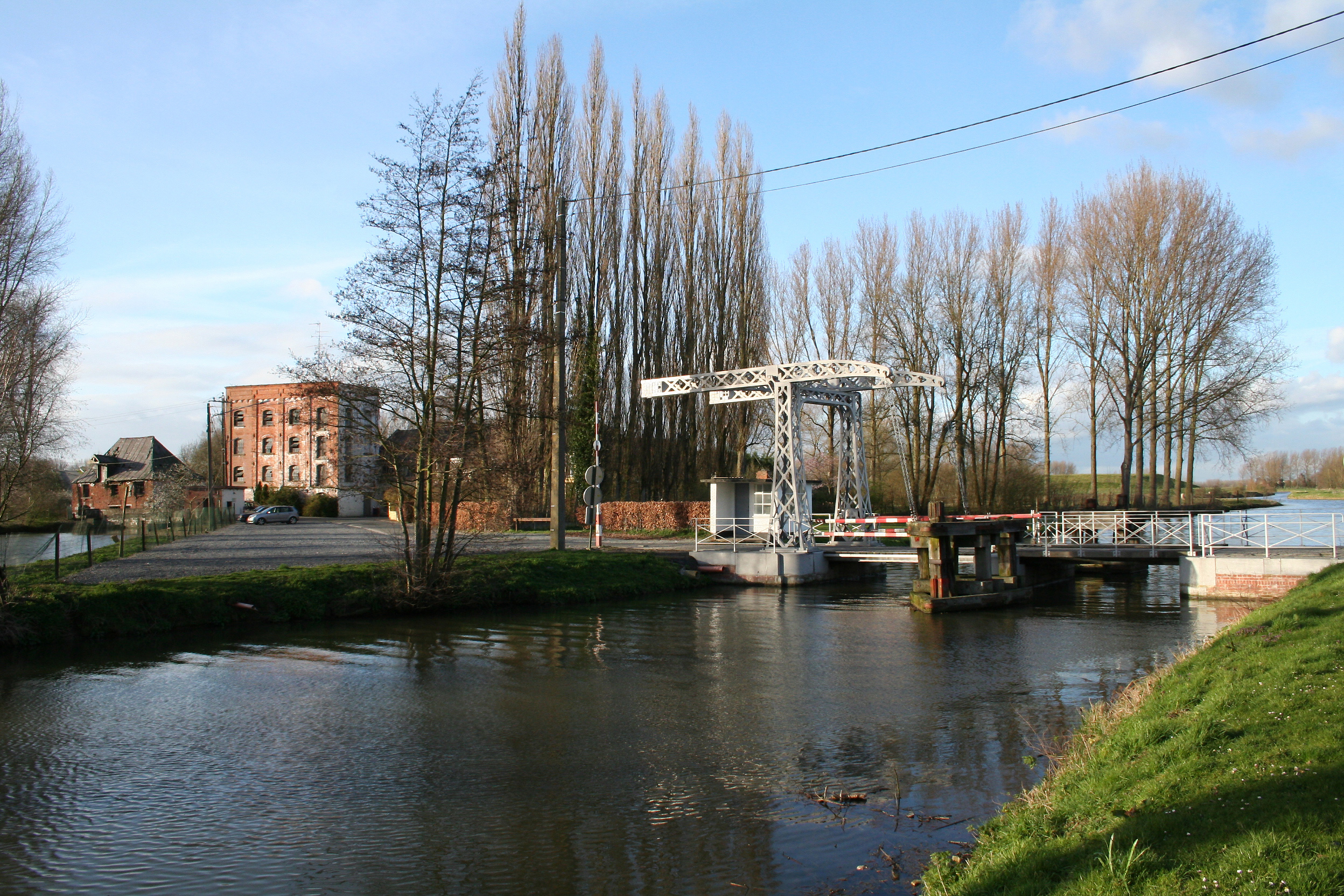
Rebaix